# Przestrzeń de Sittera
Przestrzeń de Sittera – rozmaitość lorentzowska względem n-sfery (która jest kanoniczną metryką riemannowską); jest maksymalnie symetryczna, posiada stałą pozytywną krzywiznę. Jest przestrzenią jednospójną dla n większego lub równego 3. N-wymiarowa przestrzeń de Sittera oznaczana jest symbolem {\displaystyle dS_{n}.}
W języku ogólnej teorii względności, przestrzeń de Sittera jest maksymalnie symetrycznym rozwiązaniem równań pola grawitacyjnego w próżni z dodatnią (odpychającą) stałą kosmologiczną {\displaystyle \Lambda } (korespondującą do pozytywnej gęstości energii próżni oraz negatywnego ciśnienia). Gdy {\displaystyle n=4} (3 wymiary przestrzenne plus czas), to jest ona kosmologicznym modelem dla fizycznego wszechświata de Sittera.

## Definicja formalna
Przestrzeń de Sittera może być zdefiniowana jako podrozmaitość przestrzeni Minkowskiego. Weźmy przestrzeń Minkowskiego {\displaystyle \mathbf {R} ^{1,n}} ze zwykłą metryką:
{\displaystyle ds^{2}=-dx_{0}^{2}+\sum _{i=1}^{n}dx_{i}^{2}.}
Przestrzeń de Sittera jest podrozmaitością opisaną przez hiperboloidę jednopowłokową
{\displaystyle -x_{0}^{2}+\sum _{i=1}^{n}x_{i}^{2}=\alpha ^{2},}
gdzie {\displaystyle \alpha } jest dodatnią stałą z wymiarem długości. Metryka na przestrzeni de Sittera jest metryką indukowaną z metryki Minkowskiego. Metryka ta jest niezdegenerowana.
Topologicznie przestrzeń de Sittera jest {\displaystyle \mathbf {R} \times S^{n-1}} (więc dla {\displaystyle n\geqslant 3} jest przestrzenią jednospójną).